# 倉吉警察署
倉吉警察署（くらよしけいさつしょ）は、鳥取県警察が管轄する警察署の一つである。

## 所在地
- 鳥取県倉吉市清谷町一丁目10番地

## 管轄区域
- 倉吉市
- 東伯郡
  - 三朝町
  - 湯梨浜町
  - 北栄町

## 沿革
- 1991年10月 現在地に庁舎新築移転。
- 2005年4月1日 八橋警察署から大栄町（現・北栄町）を移管。

## 組織
- 署長（警視）
- 副署長 - 警務課、留置管理課、会計課
- 管理官
- 生活安全課
- 刑事課
- 地域課
- 交通課
- 警備課

## 交番
（）の中は所在地。

### 倉吉市
- 倉吉駅前交番（倉吉市上井205-6）
  - 倉吉市のうち穴窪、大塚、中江、井手畑、新田、下古川、小田、古川沢、清谷、福庭、海田東町、海田南町、大平町、天神町、上井、上井町一丁目・二丁目、河北町、清谷町一丁目・二丁目、福庭町一丁目・二丁目、海田西町一丁目・二丁目
- 上灘交番（倉吉市東巌城町201）
  - 倉吉市のうち山根、伊木、八屋、下余戸、上余戸、栗尾、大原、広栄町、虹ヶ丘町、円谷町、米田町、米田町二丁目、新陽町、駄経寺町、駄経寺町二丁目、下田中町、上灘町、昭和町一丁目・二丁目、東昭和町、南昭和町、東巌城町、見日町、幸町、巌城
- 打吹交番（倉吉市明治町二丁目41-5）
  - 倉吉市のうち葵町、旭田町、生田、魚町、越中町、大谷、大谷茶屋、鍛冶町一丁目・二丁目、上神、金森町、鴨川町、河原町、北野、黒見、国府、荒神町、国分寺、越殿町、堺町一丁目～三丁目、秋喜、秋喜西町、新町一丁目 - 三丁目、住吉町、瀬崎町、大正町、大正町二丁目、寺谷、研屋町、仲ノ町、西岩倉町、西倉吉町、西仲町、西福守町、西町、八幡町、馬場町、東岩倉町、東仲町、東町、広瀬町、福光、福守町、福吉町、福吉町二丁目、不入岡、丸山町、湊町、みどり町、宮川町、宮川町二丁目、明治町、明治町二丁目、横田、余戸谷町、和田、和田東町

## 駐在所
（）の中は所在地。

### 倉吉市
- 上小鴨駐在所（倉吉市鴨河内1100-8）
  - 倉吉市のうち富海、下大江、長坂町、長坂新町、東鴨、東鴨新町、大宮、岩倉、菅原、小鴨、中河原、蔵内、上古川、石塚、福山、鴨河内、耳、広瀬
- 上福田駐在所（倉吉市上福田520-2）
  - 倉吉市のうち北面、別所、鋤、谷、津原、穴沢、尾原、三江、福本、尾田、志津、福富、沢谷、杉野、忰谷、中野、長谷、森、大河内、下米積、上米積、上福田、下福田、今在家、服部、桜、河来見、福積、岡、大立、上大立、般若、椋波、立見
- 関金駐在所（倉吉市関金町大鳥居11）
  - 倉吉市のうち関金町野添、関金町小泉、関金町米富、関金町福原、関金町明高、関金町堀、関金町今西、関金町泰久寺、関金町松河原、関金町大鳥居、関金町安歩、関金町関金宿、関金町郡家、関金町山口

### 三朝町
- 三朝温泉駐在所（東伯郡三朝町大字三朝163番2）
  - 東伯郡三朝町のうち大字中津、大字神倉、大字東小鹿、大字西小鹿、大字西尾、大字高橋、大字吉田、大字俵原、大字三徳、大字坂本、大字片柴、大字余戸、大字砂原、大字三朝、大字山田、大字横手、大字大瀬
- 穴鴨駐在所（東伯郡三朝町大字穴鴨168-7）
  - 東伯郡三朝町のうち大字鉛山、大字柿谷、大字福吉、大字笏賀、大字小河内、大字福田、大字下谷、大字吉尾、大字鎌田、大字森、大字本泉、大字今泉、大字湯谷、大字牧、大字赤松、大字大柿、大字恩地、大字助谷、大字久原、大字曹源寺、大字木地山、大字加谷、大字穴鴨、大字下西谷、大字上西谷、大字福本、大字福山、大字田代、大字下畑、大字大谷

### 湯梨浜町
- 長瀬駐在所（東伯郡湯梨浜町大字久留50-7）
  - 東伯郡湯梨浜町のうちはわい長瀬の一部（鳥取県道199号上浅津田後線以北の区域に限る）、大字久留、大字水下、大字光吉、大字橋津、大字上橋津、大字赤池

- はわい温泉駐在所（東伯郡湯梨浜町大字はわい温泉31番7）
  - 東伯郡湯梨浜町のうちはわい長瀬の一部（鳥取県道199号上浅津田後線以北の区域を除く）、大字田後、大字はわい温泉、大字上浅津、大字下浅津、大字南谷

- 泊駐在所（東伯郡湯梨浜町大字泊747-2）
  - 東伯郡湯梨浜町のうち大字小浜、大字筒地、大字石脇、大字泊、大字園、大字原、大字宇谷、大字宇野
- 松崎駐在所（東伯郡湯梨浜町大字龍島552）
  - 東伯郡湯梨浜町のうち大字宮内、大字藤津、大字野方、大字白石、大字方地、大字漆原、大字北福、大字田畑、大字久見、大字中興寺、大字松崎、大字旭、大字龍島
- 長和田駐在所（東伯郡湯梨浜町大字長和田557-12）
  - 東伯郡湯梨浜町のうち大字引地、大字小鹿谷、大字国信、大字別所、大字方面、大字高辻、大字川上、大字長和田、大字門田、大字長江、大字佐美、大字埴見、大字野花、大字羽衣石

### 北栄町
- 北条駐在所（東伯郡北栄町田井38-7）
  - 東伯郡北栄町のうち江北、国坂、田井、土下、米里、北条島、北尾、弓原、下神、松神、曲
- 由良宿駐在所（東伯郡北栄町由良宿1063-1）
  - 東伯郡北栄町のうち由良宿、妻波及び大谷
- 瀬戸駐在所（東伯郡北栄町瀬戸29-8）
  - 東伯郡北栄町のうち西園、東園、六尾、瀬戸、原、大島、西穂波、穂波、亀谷、下種、上種、西高尾、東高尾及び岩坪